# Eulioptera zanzibarica
Eulioptera zanzibarica är en insektsart som först beskrevs av Brunner von Wattenwyl 1891.  Eulioptera zanzibarica ingår i släktet Eulioptera och familjen vårtbitare. Inga underarter finns listade i Catalogue of Life.